# トートグ (潜水艦)
トートグ (USS Tautog, SS-199) は、アメリカ海軍の潜水艦。タンバー級潜水艦の2番艦。トートグの名を持つ艦としては初代にあたる。なお、退役から23年後にスタージョン級原子力潜水艦3番艦として2代目トートグ (SSN-639)が就役している。艦名はアメリカ大西洋岸に生息するベラ亜目のトートグに因む。
トートグは第二次世界大戦で最も武勲を立てた潜水艦の一隻である。アメリカ海軍の公認記録では、トートグは26隻の日本の艦艇、船舶を撃沈しその総トン数は72,606トンに上った。敵船舶の撃沈隻数ではアメリカ潜水艦の中では第1位、トン数でも第4位にランキングされている。

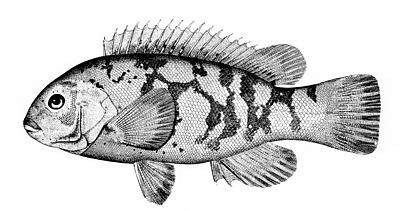
トートグ（Tautog）

## 艦歴
トートグは1939年3月1日コネチカット州グロトンのエレクトリック・ボート社で起工され、1940年1月27日、リチャード・S・エドワーズ夫人の手で進水し、7月3日にジョセフ・H・ウィリンガム少佐（アナポリス1926年組）の指揮下就役した。

### 開戦まで・真珠湾攻撃
就役後、トートグはロングアイランド湾で軽めの訓練を行い、ロングアイランド湾でのメニューを消化後に9月6日から11月11日まで、カリブ海のヴァージン諸島海域で本格的な訓練に従事した。カリブでの訓練終了後はニューロンドンに戻って、1941年2月上旬までニューロンドンをベースに活動した。4月に入り、トートグは他の2隻の潜水艦とともにハワイ真珠湾に回航されることとなりニューロンドンを出航。パナマ運河地帯のココ・ソロとカリフォルニア州サンディエゴを経由し、6月6日に真珠湾に到着した。10月中旬まではハワイ近海で活動を行い、10月21日にスレッシャー (USS Thresher, SS-200) とともにミッドウェー島海域へ45日間活動するよう命令を受けた。この活動は戦時哨戒のためのシミュレートであり、無線封止状態で海上にいた2隻は、38日間にわたって連日のように16時間から18時間にわたって潜航をしていた。トートグは訓練期間終了後、12月5日に真珠湾に帰投した。
真珠湾攻撃の当日、トートグは真珠湾の潜水艦基地に停泊していた。フォード島に日本機が最初の爆弾を投下して間もなく、トートグは同じく在泊中のナーワル (USS Narwhal, SS-167) や近くの駆逐艦とともに、メリー・ポイントの方から向かってくる九七式艦攻に対して反撃の射撃を行って、これを追い払った。

### 第1の哨戒 1941年12月 - 1942年2月
12月26日、トートグは最初の哨戒でマーシャル諸島方面に向かった。トートグはこの哨戒で、1942年1月4日にビカール環礁を偵察したのを皮切りに、ビキニ（1月6日）、ロンゲラップ（1月7日および17日）、ウォット（1月8日）、バトおよびクェゼリン（1月9日から16日）の各環礁を偵察。クェゼリンでは5,000トン級貨物船、双発機およびトロール船を発見したが、他の環礁では目ぼしい活動は確認されなかった。1942年1月13日、トートグは敷設艦常磐あるいは迅鯨型潜水母艦と目された艦艇に対して魚雷3本を発射したが結果は確認できず、逆に制圧を受けた。2月4日、トートグは41日間の行動を終えて真珠湾に帰投。修理のためメア・アイランド海軍造船所に回航された。修理後、トートグは4月9日に同地を出航、真珠湾に戻った。

### 第2の哨戒 1942年4月 - 6月
4月24日、トートグは2回目の哨戒でマーシャル諸島方面に向かった。4月26日10時ごろ、トートグはジョンストン島近海を航行中、潜望鏡を発見した。トートグは相手に対して有利な態勢に持ち込み魚雷1本を発射、命中して相手は沈没した。相手は呂30であろうと判断され、この戦果は公認された。しかし、当の呂30はこの少し前に除籍されたばかりであり、トートグが発見して沈めた物体の正体は不明である。担当海域に到着直後、トートグは司令部から、至急トラック諸島近海に急行するよう命令を受けた。珊瑚海海戦で損傷した空母翔鶴と無傷の空母瑞鶴を中心とする日本艦隊がトラックに向かっており、特に翔鶴は相当な大損害を被ったものと司令部では判断していたため、これを撃沈すべく "Wounded Bear" （手負い熊）と称する作戦を行うこととした。しかし、翔鶴の損傷度合いを見込み違いしていたせいで、トートグと他の潜水艦、グランパス (USS Grampus, SS-207) 、ガー (USS Gar, SS-206) 、グリーンリング (USS Greenling, SS-213) はいずれも翔鶴に去られてしまい、肩透かしを食らった。翔鶴は5月11日にトラックを出航したが、トートグはこれにも気付かなかった。5月15日、トートグはトラック南方で特設運送船五洋丸（五洋商船、8,467トン）に対して魚雷2本を発射。1本が命中して五洋丸は中破した。しかし、もう1本が円を描いて不安定な動きをしたので、トートグは自艦に命中するの防ぐべく深く潜航することを余儀なくされた。この頃、トートグはウルトラ情報により、付近にトラックへ向かう4隻の日本の潜水艦がいることを知らされた。この4隻はシドニー襲撃に参加する伊22、伊24、伊27と伊28である。2日後の5月17日朝、トートグは情報どおり潜水艦が向かってくるのを確認。最初に来た潜水艦と2番目の潜水艦は取り逃がし、特に0648に2番目の潜水艦に向けて発射した魚雷は、早期爆発を起こしてしまった。3番目にやってきたのが伊28であり、トートグは司令塔に「イ28」と書かれているのがはっきり分かるほど接近し、1101に魚雷2本を発射。うち1本が伊28に命中し、伊28は航行不能となる。右舷に著しく傾斜する伊28が後部から反撃の魚雷2本を発射してきたと判断したトートグは水深46mの位置に逃れた後、1107に730mの距離でとどめの魚雷を発射。魚雷は伊28を木っ端微塵にし、伊28の破片や乗組員の肉片などが降り注いだ。5月22日夜、トートグは北緯06度10分 東経151度10分 / 北緯6.167度 東経151.167度の地点でトラックから出てきた2隻の貨物船を発見し、特設給炭油船三江丸（大連汽船、5,461トン）に対して魚雷を発射し、命中させて撃破した。3日後の5月25日18時30分ごろ、トートグは北緯04度05分 東経144度11分 / 北緯4.083度 東経144.183度の地点でラバウルから神戸に向かっていた特設運送船彰化丸（大阪商船、4,467トン）を発見。彰化丸は前日まで他の貨物船と船団を組んでいたが、護衛艦が去ったので独航していたものであった。トートグは彰化丸に魚雷1本を命中させ、彰化丸は5分で沈没した。トートグはこの哨戒で6隻19,500トンの戦果を挙げたと主張したが、戦後のJANACの調査で3隻7,500トンに下方修正された。6月11日、トートグは47日間の行動を終えてフリーマントルに帰投した。

### 第3の哨戒 1942年7月 - 9月
7月17日、トートグは3回目の哨戒でセレベス海、南シナ海およびインドシナ半島方面に向かった。8月6日、トートグは北緯13度51分 東経113度15分 / 北緯13.850度 東経113.250度の地点で陸軍船おはいを丸（白洋汽船、5,872トン）を撃沈した。9月10日、トートグは57日間の行動を終えてフリーマントルの南にあるアルバニーに帰投。潜水母艦ホランド (USS Holland, AS-3) による整備を受けた。

### 第4の哨戒 1942年10月 - 11月
10月8日、トートグは4回目の哨戒でインドシナ半島方面に向かった。この頃は魚雷が不足しており、この哨戒では魚雷代わりに搭載した機雷の敷設任務も命じられていた。10月20日、トートグはシブツ海峡北方で折りからのスコールの中、薄暗い船影を発見した。トートグは用心して潜航し確認したところ、それは75トン程度のスクーナーであることが分かった。トートグは浮上し、スクーナーに向けて搭載砲を一発放つと相手は停船し、国際信号旗を掲揚した。スクーナーには日本人と4名のフィリピン人の乗組員がおり、フィリピン人は泳いでトートグにたどり着き、のちにアメリカ海軍に入隊した。一方、日本人はトートグに移る事を拒否し、ボートで逃げ出した。トートグはスクーナーの船尾に三発の砲弾を撃ち込み航行不能にしたあと、日本人のボートに水を与えた上で一番近い陸に向かうよう指示した。トートグはスクーナーを沈めるための射撃を行うと、スクーナーの中から新手の日本人が現れて、船体のあらゆる所によじ登った。トートグは十発ほど撃ち込んだあと、残骸を置いてその場を去った。10月27日、トートグはセシル・デ・メール島近海で暗闇の中で貨客船を発見し、しばらく追跡したあと魚雷2本を発射。魚雷は命中し、相手は船尾から火災を発生させ、数分後に沈んでいった。この相手は、元は中国船 "Pei An" だった北安号（北方航業股份有限公司、3,585トン）であろうと考えられた。北安号は秦皇島から基隆、香港を経てサイゴンに向かっていたが、10月24日に香港を出港してからその消息を絶っていた。翌日にも護衛艦を伴った商船を発見し、雷撃したものの失敗。反撃を受けた。11月2日、トートグは北緯11度10分 東経108度45分 / 北緯11.167度 東経108.750度付近のインドシナ半島パダラン岬近海に機雷を敷設。任務を果たしたトートグは帰路についた。11月11日、トートグは北緯01度19分 東経119度40分 / 北緯1.317度 東経119.667度の地点で特設敷設艦新興丸（橋本汽船、6,479トン）を雷撃。しかし魚雷は命中せず、トートグは深度深く潜航して避退した。付近の第5号駆潜艇が反撃し、爆雷を合計20発投下。うち5発がトートグの至近で爆発し、甚だしい浸水が発生した他、爆発で各機器に異常が発生。しかし、トートグはなんとか攻撃に持ちこたえて沈没を免れた。11月21日、トートグは44日間の行動を終えてフリーマントルに帰投。艦長がウィリアム・B・「バーニー」シーグラフ少佐（アナポリス1931年組）に代わった。

### 第5の哨戒 1942年12月 - 1943年1月
12月15日、トートグは5回目の哨戒でジャワ海、バンダ海方面に向かった。12月24日、トートグは南緯08度40分 東経124度30分 / 南緯8.667度 東経124.500度のオンバイ海峡を航行中に特設給糧船第二播州丸（西大洋漁業、998トン）を発見。翌12月25日の3時過ぎまで追跡したあと、魚雷を3本発射。うち2本が命中し第二播州丸を撃沈した。トートグは西に向かって逃げたが、監視艇に発見されて10時間にわたって制圧された。制圧から逃れたあとも、なおも西に向かったトートグは、アロール海峡で貨物船と思われる船と護衛艦を発見。しかし、相手は突然トートグに向かってきたので、これは対潜掃討部隊であると判断したトートグは、魚雷を発射したのち深く潜航して反撃が収まるのを待ち、静かになってから哨戒を再開した。1943年1月5日、トートグは左舷艦首方向に帆船を発見。接近して調べてみると、12名のムスリムと4名の女性、それに何人かの子供とヤギ、ニワトリが乗っていた地元民の船だった。トートグは帆船の航海日誌を調べたあと、帆船を解放した。1月9日10時38分、トートグは南緯04度07分 東経128度32分 / 南緯4.117度 東経128.533度のアンボン島近海で軽巡洋艦名取を発見した。名取は前日に被爆し航行不能となった水雷艇友鶴と、それを曳航する初雁を警戒すべく出撃していたが、水上偵察機などに任務を譲ってアンボンに帰投するところであった。トートグは名取を左前方に見て接近し、3分後、名取までの距離が2,700メートルになったところで魚雷を発射。10時43分、発射した魚雷のうち1本が名取の後部に命中し、名取は命中部分から後を亡失した。ソナーで名取のスクリュー音が止まったことを確認したあと、7分後にトートグは2回目の攻撃で魚雷2本を発射したが、この魚雷は命中しなかった。名取は14センチ砲でトートグの潜望鏡を撃ったあと、アンボンに入港していった。トートグは九四式水偵の爆撃を受けたが、幸いにも投下した対潜爆弾は不発だった。1月22日、トートグはカバエナ島近海でガソリンを輸送していた八洲丸（拿捕船、元オランダ船マイマー、1,873トン）を発見し魚雷を3本発射。魚雷は八洲丸に命中してこれを撃沈した。翌1月23日、トートグはサラヤル海峡で再び名取に出くわした。名取は先の被雷後アンボンで修理していたが、これを嗅ぎつけたオーストラリアからのB-24によって更なる被害を受けたため、敷設艦蒼鷹の護衛でマカッサルに下がるところであった。名取と蒼鷹はトートグのはるか後方にいたが、この時は艦尾発射管に魚雷は残っておらず、トートグはUターンして名取に向けて魚雷4本を発射した。この時、シーグラフ艦長はこの時の名取を「名取とは別の軽巡洋艦」と判断していた。しかし、魚雷は名取の後方をかすめ去って命中しなかった。名取はトートグのいる海面を14センチ砲で制圧し、蒼鷹は爆雷を投下。上空護衛の九四式水偵も対潜爆弾を降下したが全く効果はなかった。トートグはこの攻撃で全ての魚雷を使い果たした。トートグはこの哨戒で2隻6,900トンの戦果を挙げたと主張したが、戦後に2隻2,900トンに修正された。1月30日、トートグは46日間の行動を終えてフリーマントルに帰投した。

### 第6の哨戒 1943年2月 - 4月

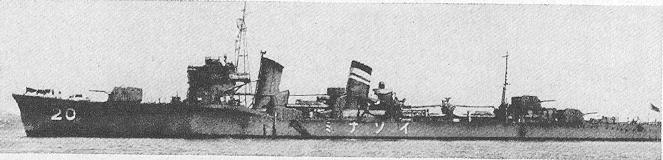
駆逐艦磯波

2月24日、トートグは6回目の哨戒でフローレス海およびマカッサル海峡方面に向かった。この哨戒ではバリクパパン近海に機雷を敷設する任務も与えられており、3月6日に南緯02度08分 東経116度45分 / 南緯2.133度 東経116.750度付近の予定海域に機雷を敷設した。3月17日、トートグはセラム島沿岸部で、空襲によって破壊され座礁放棄されたタンカー海城丸（大連汽船、3,271トン）を発見。魚雷を発射し、船尾付近に命中させ二次爆発を起こさせた。トートグはさらに3本の魚雷を発射したが、これは命中しなかった。4月9日朝6時ごろ、トートグは南緯05度31分 東経123度09分 / 南緯5.517度 東経123.150度のセレベス島南端ブトン島近海で、スラバヤからアンボンに向かう輸送船団を発見。7時ごろに、まず彼南丸（日本郵船、5,214トン）に向けて魚雷を3本発射。うち1本が彼南丸に命中し、彼南丸は沈没を防ぐためブトン島に座礁したが浸水が止まらず、13時35分に沈没した。護衛の駆逐艦磯波が彼南丸の遭難者を救助したが、トートグはその磯波に向けて魚雷を4本発射。磯波は魚雷をすべてかわしたように見えたが、1本が磯波の艦尾をかすめた後、磯波の方に曲がってきて命中し沈没した。また、目標を逸れた魚雷が途中で爆発し、付近にいた遭難者が吹き飛ばされて死んだ。トートグはこのほか、Vボートから移設して装備した51口径5インチ砲と機銃で、3月10日に40トン級サンパン、3月11日に帆船、3月18日にスクーナーを撃沈した。トートグはこの哨戒で2隻6,800トンの戦果が公認された。4月19日、トートグは53日間の行動を終えてフリーマントルに帰投した。

### 第7の哨戒 1943年5月 - 7月
5月11日、トートグは7回目の哨戒でフローレス海、ボニ湾、モルッカ海およびセレベス海方面に向かった。この哨戒では、セレベス方面の適当な島に2名の監視員を上陸させる任務が与えられていた。この2名の監視員は敬虔なムスリムであり、トートグの乗組員はイスラム教およびイスラム教の食のタブーに最大限配慮したもてなしを行った。乗組員が食べていたものは供することができず、ツナと鮭が供することが可能なタブー外の食品だった。また、航海士には監視員を上陸させるまで、1日5回の礼拝のためにメッカの方角を監視員に教える任務が与えられた。5月20日、トートグは浮上砲戦でモーターサンパンを撃沈。5月25日、トートグは計画通り、カバエナ島にムスリムの監視員を上陸させた。6月6日、トートグは北緯07度13分 東経123度30分 / 北緯7.217度 東経123.500度のバサリン海峡入口で陸軍船神栄丸（鍵富正作、973トン）に対して魚雷を3本発射。魚雷は20秒後に命中し、神栄丸は黄緑色の閃光を発しながら沈没した。6月20日には、北緯15度57分 東経140度57分 / 北緯15.950度 東経140.950度のサイパン島西方で特設運送船明天丸（明治海運、4,474トン）を撃沈した。この哨戒は6回の雷撃と3回の浮上砲戦の機会があったが、撃沈は2隻14,300トン（戦後に5,300トン）と上出来な成果とは言えなかった。7月4日、トートグは53日間の行動を終えて真珠湾に帰投。オーバーホールのためハンターズ・ポイント海軍造船所に回航された。

### 第8の哨戒 1943年10月 - 11月
10月7日、トートグは8回目の哨戒でパラオ方面に向かった。10月22日、トートグはファイス島近海に浮上し、同島にあるリン酸塩工場に対して艦砲射撃を浴びせた。11月4日、トートグはマラカラル水道沖で輸送船団に対して雷撃して、第30号駆潜艇を撃沈し、タンカーや3隻の貨物船を損傷したと判断した。第30号駆潜艇の撃沈が公認されたが、本物の第30号駆潜艇は1944年12月24日にバーベロ (USS Barbero, SS-317) の雷撃により喪失しており、実際の戦果はゼロだった。トートグは魚雷を全て使い切ったので、以後2日間はこの輸送船団を位置を知らせつつ追撃したが、結局振り切られた。11月18日、トートグは41日間の行動を終えてミッドウェー島に帰投した。

### 第9の哨戒 1943年12月 - 1944年1月
12月12日、トートグは9回目の哨戒で日本近海に向かった。12月27日昼ごろ、トートグは北緯33度25分 東経135度40分 / 北緯33.417度 東経135.667度の潮岬近海で元特設水上機母艦君川丸（川崎汽船、6,863トン）に対して魚雷を6本発射。うち1本が君川丸の船尾に命中して君川丸を航行不能とし、逸れた魚雷のうち1本が漁船に命中して破壊した。直後から護衛艦や水上偵察機がトートグを攻撃し、4時間にわたって合計99発もの爆雷を投下して制圧したが、トートグには被害がなかった。1944年1月3日、トートグは熊野川河口付近で貨物船済州丸（三光汽船、2,082トン）を発見し追跡。10時ごろに北緯33度44分 東経136度23分 / 北緯33.733度 東経136.383度の三木崎沖に至ったところで魚雷を3本発射。潜望鏡を上げて観測するうちに1本が命中し、済州丸は爆発を起こし潜望鏡からの視界を妨げ、周囲が晴れたときにはすでに沈没していた。そのうち、高速のスクリュー音と哨戒機に打電する音が聞こえたので、トートグはこの海域を去った。翌1月4日、トートグはレーダーで目標を探知。良い攻撃態勢を取るべく追跡したのち、北緯34度10分 東経136度48分 / 北緯34.167度 東経136.800度の志摩半島大王崎沖で目標に向けて魚雷を6本発射。うち4本が目標である輸送船宇佐丸（日本製鐵、3,943トン）に命中し、宇佐丸は船体を2つにして沈没していった。1月12日夜、トートグは大王崎近海で2隻の貨物船で構成された第7110船団を発見。護衛艦に制圧されつつも魚雷3本を発射し、1本が特設給兵船興業丸（岡田商船、6,353トン）に命中して中破させた。1月17日にも北緯32度56分 東経138度26分 / 北緯32.933度 東経138.433度の地点で駆逐艦あるいは護衛艦に対して夜間レーダー攻撃を行い、最後に残った3本の魚雷を発射したが命中しなかった。トートグはこの哨戒で2隻9,700トン（戦後に6,000トン）の戦果を挙げた。1月30日、トートグは49日間の行動を終えて真珠湾に帰投。潜水母艦ブッシュネル (USS Bushnell, AS-15) による整備を受けた。

### 第10の哨戒 1944年2月 - 3月

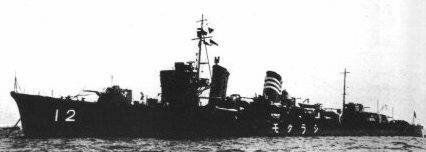
駆逐艦白雲

2月24日、トートグは10回の哨戒で千島列島方面に向かった。トートグは北海道北東沖から幌筵島までの海域を哨戒することになっていた。しかし、担当海域に向かう途中の3月5日、トートグはこの戦争での唯一の戦死者を出した。トートグの艦上で作業をしていた何名かの乗組員が、突然大波に襲われた。そのうちの1人である、トートグに配属されたばかりのR・A・ララミー機関水兵だけは行方不明となり、ただちにララミー機関水兵の捜索が行われたものの、結局ララミー機関水兵を発見することは出来なかった。3月13日、トートグは北緯47度39分 東経152度45分 / 北緯47.650度 東経152.750度の地点で陸軍船隆亜丸（山本汽船、1,915トン）を発見。隆亜丸を追跡しつつ、次第に良い攻撃態勢に持ち込んでいったあと、3本の魚雷を発射。この攻撃では回避され、2度目の攻撃で魚雷を4本発射。魚雷は命中したものの隆亜丸は沈む素振りも見せなかった。トートグのシーグラフ艦長は魚雷の無駄遣いを避けるべく、5インチ砲で始末することに決め、浮上したのちようやく隆亜丸を撃沈した。トートグが生存者を捜索していたところ、水平線上に別の船が出現したので、ただちに潜航。新たに出現した陸軍船松仁丸（松岡汽船、1,942トン）に対して魚雷を3本発射。魚雷は松仁丸に命中してこれを撃沈した。3月16日夜、トートグはミッドウェー島への帰投途中、レーダーで7隻の輸送船団が接近しているのを探知した。この船団は得撫島へ第42師団の一部を輸送すべく、小樽から釧路経由で航行していたものであった。トートグは折りからの濃霧の中、船団の右側から攻撃することに決め、北緯42度18分 東経145度11分 / 北緯42.300度 東経145.183度の愛冠岬（釧路南東）沖で重なるように航行していた2隻の船に対して魚雷を4本発射。手前の船の方で最初の爆発があったのを確認したが、護衛艦がやってきたので深く潜航して反撃をかわした。この攻撃で、護衛の駆逐艦白雲を一撃の下に撃沈。また、別の魚雷2本が陸軍輸送船日連丸（日産汽船、5,460トン）に命中し、20分で沈没した。反撃をかわしたトートグは、2回目の攻撃で残存の中型貨物船と別の船に対し魚雷を3本発射。しかし、駆逐艦の制圧を1時間半にわたって受けたため結果を確認することは出来なかった。トートグはこの哨戒で5隻17,700トン（戦後に4隻11,277トン）の戦果を挙げ、これはトートグの哨戒の中でも、もっとも攻撃的で成功したものの一つに数えられた。3月23日、トートグは28日間の行動を終えてミッドウェー島に帰投、このときトートグの艦長がS-37 (USS S-37, SS-142) から転じて来たトーマス・S・バスケット少佐（アナポリス1935年組）に代わった。

### 第11の哨戒 1944年4月 - 5月
4月17日、トートグは11回目の哨戒で千島列島方面に向かった。5月2日、トートグは松輪島と磐城島に囲まれた大和湾に座礁している陸軍輸送船良洋丸（東洋汽船、5,973トン）を発見。これに対して二度にわたり魚雷を4本および2本発射し、1本ずつ命中して良洋丸を破壊した。翌5月3日の朝、トートグは北緯45度30分 東経149度10分 / 北緯45.500度 東経149.167度の地点でレーダーにより目標を探知。濃霧の中で目標に接近したのち、魚雷を4本発射して2本が目標に命中。トートグが接近してみると、目標はまさに沈もうとしているところであり、辺りの海面にガソリンやドラム缶や船の残骸、救命ボートが散乱していた。この目標は陸軍輸送船伏見丸（内外汽船、4,935トン）であった。伏見丸には護衛として駆逐艦野風がつけられていたが、野風は濃霧の中でトートグを発見できなかった。トートグは南に下って新たな獲物を求めた。5月8日朝、トートグは恵山岬灯台沖で輸送船団を発見し、船団で最も大型の貨物船宮崎丸（日本製鐵、3,948トン）に向けて魚雷を2本発射、うち1本が船尾に命中してこれを撃沈した。トートグは護衛艦によって7時間も制圧されたが、損害を受けなかった。翌5月9日未明には北緯41度00分 東経143度30分 / 北緯41.000度 東経143.500度の地点で第六関丸（西大洋漁業、313トン）に対して魚雷を2本発射するも回避され、5月12日には北緯40度00分 東経141度58分 / 北緯40.000度 東経141.967度の地点で第252船団を発見し、最後に残った3本の魚雷を輸送船第二万栄丸（栗林商船、1,186トン）に向けて発射。魚雷は第二万栄丸に命中し、もうもうたる煙を上げながら沈んでいったのを確認した。トートグはこの哨戒で4隻20,500トン（戦後に16,100トン）の戦果を挙げた。5月21日、トートグは35日間の行動を終えて真珠湾に帰投した。

### 第12の哨戒 1944年6月 - 8月
6月23日、トートグは12回目の哨戒で本州東岸方面に向かった。7月8日、トートグは北緯41度17分 東経141度30分 / 北緯41.283度 東経141.500度の地点で商船に魚雷を1本命中させて撃沈。浮上して生存者1名を救助し、生存者の陳述によれば、船名は貨物船松丸（日本海汽船、888トン）と言い、松丸は東京から室蘭に向けて木材を運搬しているところだった。翌9日、トートグは占守島方面に向かいつつあった。釧路南方海上を航行中、水平線上に船を発見。トートグは潜航して様子をうかがったところ、それはサンパンであった。トートグは浮上して5インチ砲を21発発射し、相手の船尾を破壊して炎上させた。トートグは予定を変えて南下し、7月19日に須美寿島近海で東京に向けてヤシ油を輸送中だった小型船を砲撃で撃沈。6名を救助して捕虜とし尋問すると、船名はHokuriu Maruと言った。トートグは翌20日に、鳥島から2マイル離れた海上で捕虜をゴムボートに乗せて解放後西に向かい、8月2日に北緯34度00分 東経136度17分 / 北緯34.000度 東経136.283度三木崎沖で輸送船団を発見。トートグは730メートルのところにあった貨物船杭寧丸（元イタリア船フリエリ・コンソリー二/帝国船舶、1,922トン）に向けて魚雷を3本発射。まず1本が命中し、目標が見えなくなるぐらいの爆発を起こした。続いて2本目が命中すると、後には一条の黒煙が残るのみであった。トートグは護衛艦からの反撃をかわし、ミッドウェー島へ向かった。この哨戒での戦果は2隻4,300トン（戦後に2,787トン）と前2回と比べると期待はずれなものであった。8月10日、トートグは48日間の行動を終えてミッドウェー島に帰投。アメリカ本土に回航され、ベスレヘム・スチールで2度目のオーバーホールに入った。作業終了後、12月上旬に真珠湾に戻った。

### 第13の哨戒 1944年12月 - 1945年2月
12月17日、トートグは13回目の哨戒で東シナ海に向かった。ミッドウェー島とサイパン島を経由し、シルバーサイズ (USS Silversides, SS-236) の指揮下で哨戒を行った。1945年1月17日、トートグは北緯31度09分 東経130度29分 / 北緯31.150度 東経130.483度の地点で第15号輸送艦を発見。トートグは3本の魚雷を発射し、うち1本が命中。トートグは640メートルまで接近してさらに魚雷を発射し、これが止めとなった。1月20日夜、トートグは北緯33度45分 東経128度43分 / 北緯33.750度 東経128.717度の対馬海峡で9,100メートルの彼方に敵船を発見。相手は月によってシルエットが浮かび上がっており、トートグは敵船に接近して魚雷を2本発射。魚雷は命中し、沈んでいった。日付が1月21日になってすぐにトートグは残骸に接近し、生存者1名を救助。生存者の陳述によれば、この船は特設水雷母艦首里丸（大阪商船、1,857トン）であり、青島から佐世保に向かうところであった。その日の午後、トートグは北緯33度33分 東経129度33分 / 北緯33.550度 東経129.550度の的山大島近海でタンカーを攻撃すべく護衛艦を避けて接近して四度の攻撃を行い、呉へ回航途中のタンカー瑞雲丸（岡田商船、10,045トン）を撃破した。1月26日には、北緯29度25分 東経136度25分 / 北緯29.417度 東経136.417度の地点で木造トロール船を浮上砲戦で撃沈した。2月1日、トートグは42日間の行動を終えてミッドウェー島に帰投した。これがトートグの最後の哨戒となった。

### 訓練艦・戦後
第一線から退いたトートグは訓練艦として真珠湾に配属される。3月2日、トートグは真珠湾で対潜作戦中の航空機支援艦となり、一ヶ月の活動後本国への帰途に就く。トートグはサンディエゴに4月9日到着し、カリフォルニア大学の研究班と共に潜水艦の安全性を改善するための新型機材の研究実験を行う。9月7日、サンフランシスコに向かい太平洋予備役艦隊入りする。その後命令は変更され、10月31日に東海岸に向かう。トートグは11月18日にニューハンプシャー州ポーツマスに到着し、12月8日に退役した。
トートグは1946年のビキニ環礁における原爆実験で標的艦として使用される予定であったが、それは取り消された。1947年5月9日に第9海軍管区での予備役訓練艦に指定される。トートグはウィスコンシン州に牽引され、1947年12月26日にミルウォーキーに到着した。その後10年に渡って、五大湖海軍予備役訓練センターで固定され訓練に使用された。トートグは訓練任務を解かれ、1959年9月11日に除籍された。船体は1959年11月15日にミシガン州マニスティーのブルティマ・ドック・アンド・ドレッジ社にスクラップとして売却された。
トートグは第二次世界大戦の戦功で14個の従軍星章および海軍殊勲部隊章を受章した。